# Видринец
Видринец (грч. Βιδρονήσι; Vidronísi) је малено острво у Грчкој, општина Преспа. Налази се у Малом Преспанском језеру, периферија Западна Македонија. Острво према попису из 2011. године нема становника.

## Положај
Острво је ненасељено и налази се у Малом Преспанском језеру у северном делу земље, 400 km северозападно од главног града Атине. Недалеко од њега на северу језера се налази много веће и познатије острво Свети Ахил. На Видринецу се налази мала напуштена црква.
Клима је умерена. Просечна годишња температура је 10 °C. Најтоплији месец је јул, када је просечна температура око 22 °C, а најхладнији је јануар, са -2 °C. Просечна годишња количина падавина је 1001 mm. Највише падавина је у месецу фебруару, са просеком од 114 mm, а најсувљи је август, са 33 mm падавина.
На острву се гнезде птице разних врста које су једини становници острва, а често се могу видети јата корморана и пеликана.